# Mandy Mitchell
Mandy Mitchell (Los Ángeles, California; 4 de mayo de 1982) es una actriz pornográfica transexual estadounidense.

## Biografía
Nació y se crio en Los Ángeles (California), en una familia extremadamente conservadora. Mandy siempre tuvo consciente su verdadera identidad de género desde una edad temprana, pero se sintió incapaz de reconocerlo públicamente por su estricta educación religiosa. Vislumbró su futuro como mujer transexual a finales de 2001, con 20 años. Ese mismo año se le aplicó el identificador de grupo y comenzó su proceso hormonal.
En 2007 un fotógrafo erótico se puso en contacto con ella y preguntó si quería filmar para un sitio web. Ese fue su comienzo dentro de la industria, en la que fue internando y acabó debutando como actriz pornográfica transexual ese año, a los 25 años.
Como actriz, ha rodado para productoras como Manyvids, Goodfellas, Exquisite, Devil's Film, Third World Media, Evil Angel, Robert Hill, Mile High, Kink.com, Rodnievision, Transsensual o Grooby Productions, entre otras.
En 2012 decidió someterse a una terapia de castración y de reemplazo hormonal.
En 2013 obtuvo sus primeras nominaciones en los circuitos importantes de la industria, con una nominación en los Premios AVN a la Mejor escena de sexo transexual por TS Playground y en los Premios XBIZ a la Artista transexual del año.
En 2018 regresó a los Premios AVN con otras dos nominaciones a Artista transexual del año y a la Mejor escena de sexo transexual por My Dad's TS Girlfriend 2.
Ha rodado más de 120 películas como actriz.
Algunas películas suyas son All My Mother's Lovers, Buck Angel Superstar, Hot For Transsexuals 3, Pin-up T-Girls, Suck My Tranny Cock 7, Transsexual Cheerleaders, TS Girls In Charge, TS Massage 3 o TS Playground 9.

## Premios y nominaciones
| Año  | Ceremonia                  | Resultado | Premio                                           | Trabajo                                  |
| ---- | -------------------------- | --------- | ------------------------------------------------ | ---------------------------------------- |
| 2008 | Tranny Awards              | Nominada  | Best Performer in a DVD                          | —                                        |
| 2009 | Tranny Awards              | Nominada  | Best Performer                                   | —                                        |
| 2009 | Tranny Awards              | Nominada  | Best Solo Website                                | —                                        |
| 2009 | Tranny Awards              | Nominada  | Best Website Model                               | —                                        |
| 2011 | Tranny Awards              | Nominada  | Best Hardcore Model                              | —                                        |
| 2011 | Tranny Awards              | Nominada  | Best Hardcore Perfomer                           | —                                        |
| 2011 | Tranny Awards              | Ganadora  | Best Non-Typical Model                           | —                                        |
| 2011 | Tranny Awards              | Nominada  | Best Scene                                       | Mandy and TS Danni Daniels bang Tori Lux |
| 2011 | Tranny Awards              | Nominada  | Best Solo Model                                  | —                                        |
| 2012 | Urban X Awards             | Nominada  | Transsexual Interracial Performer of the Year    | —                                        |
| 2013 | Premios AVN                | Nominada  | Mejor escena de sexo transexual                  | TS Playground                            |
| 2013 | Premios XBIZ               | Nominada  | Artista transexual del año                       | —                                        |
| 2018 | Premios AVN                | Nominada  | Artista transexual del año                       | —                                        |
| 2018 | Premios AVN                | Nominada  | Mejor escena de sexo transexual                  | My Dad's TS Girlfriend 2                 |
| 2018 | Transgender Erotica Awards | Nominada  | Mejor escena                                     | All My Mother's Lovers                   |
| 2019 | Premios AVN                | Nominada  | Premio fan: Mejor artista transexual             | —                                        |
| 2019 | Premios AVN                | Nominada  | Premio fan: Camtrans favorita                    | —                                        |
| 2019 | Transgender Erotica Awards | Ganadora  | Best Clipsite Star                               | —                                        |
| 2023 | Premios AVN                | Nominada  | Mejor actuación dramática en película transexual | Up Uranus                                |